# 双江镇 (黎平县)
双江镇，是中华人民共和国贵州省黔东南苗族侗族自治州黎平县下辖的一个乡镇级行政单位，该镇有著名的双江水电站和黄岗四寨民族风情区，交通方面有G76经过并设立收费站。
2012年，贵州省人民政府批复同意撤销双江乡，设置双江镇，镇人民政府驻双江村。

## 行政区划
双江镇2013年以前下辖以下地区：
双江村、吕孖村、天堂村、已约村、四寨村、寨高村、觅洞村、高求村、贵迷村、岑和村、黄岗村、坑洞村、高构村、登界村、黄龙村、平天村和乜洞村。
2014年经过调整合并，合并为9个村，分别为：双江村、天堂村、己约村、四寨村、觅洞村、黄岗村、平天村、坑洞村、乜洞村。

## 中国传统村落
- 2012年12月，黄岗村被评为首批“中国传统村落”。
- 2013年8月，四寨村、寨高村被评为第二批中国传统村落。